# Campeonato Nacional de Rodeo de 2011
El Campeonato Nacional de Rodeo de 2011 fue la versión 63 del popularmente conocido como Champion de Chile. Se disputó entre el 1 el 3 de abril de 2011 en la Medialuna Monumental de Rancagua.
Los campeones fueron Germán Varela y Pedro Pablo Vergara en "Fogoso" y Puntilla", con 35 puntos buenos. Los segundos campeones fueron David Huerta y Alfonso Ávila en "Rescoldo" y "Pehuén" con 30, mientras que en tercer lugar quedaron los representantes del Criadero Santa Isabel, Juan Carlos Loaiza y Eduardo Tamayo en "Fantástico" y "Galanteo" con 28 puntos.
Los participantes en este campeonatos obtuvieron los puntos necesarios en los distintos rodeos disputados a lo largo de Chile en la temporada 2010-2011 y posteriormente lograron un cupo en los cuatro rodeos clasificatorios. 
Los rodeos clasificatorios fueron en total cuatro, dos para los participantes de la zona centro-norte y otros dos para los de la zona centro-sur.

## Resultados[3]

### Serie de campeones

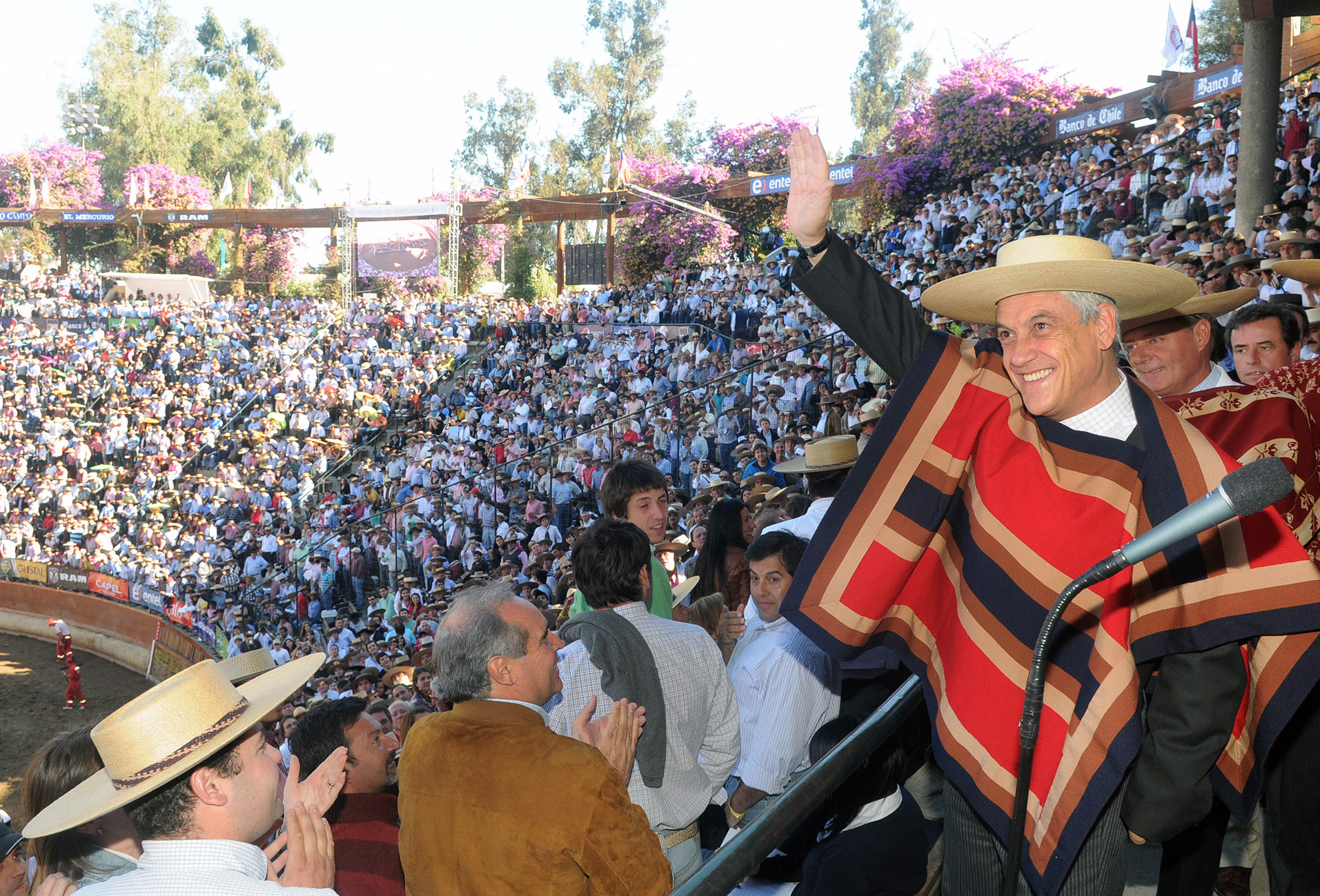
El presidente Sebastián Piñera asistiendo al Champion de Rancagua 2011.

La serie de campeones comenzó en la tarde del domingo 3 de abril de 2011. Como es tradicional se corrió el novillo del silencio en honor a todos los socios de la Federación del Rodeo Chileno fallecidos en la temporada. Posteriormente ingresó la Banda Instrumental de Carabineros de Chile y se entonó en Himno Nacional. Finalmente se eligió el "sello de raza" siendo ganador el ejemplar "Escalada", perteneciente al Criadero Palmas de Peñaflor y que fue montada por Alfredo Moreno Echeverría. Sus medidas fueron de 1,365 metros de alzada, 1,72 metros de cincha y 18 centímetros de caña.
David Huerta y Alfonso Ávila se pusieron a la cabeza rápidamente con 12 puntos en el primer animal y con 13 en el segundo. Parecían los campeones, pero realizaron cero puntos en el tercero.
En el cuarto animal las cosas estaban parejas, la gente tenía como favoritos a los Ortega y mucho cariño a Alfonso Navarro. Tanto es el aprecio que le tiene el público al Chiqui que cuando el jurado no le validó una atajada al parecer bien ejecutada, la gente comenzó a pifiar y a lanzar objetos a la medialuna. Un emocionado Alfonso Navarro calmó al respetable que coreaba su nombre. Nuevamente el popular Chiqui Navarro, uno de los mejores jinetes del país, se quedaba sin el título nacional de rodeo. 
Germán Varela y Pedro Vergara computaron 11 puntos en el primer toro, 2 en el segundo y 12 en el tercero, llegando al cuarto toro con 25 puntos, igual cantidad que Huerta y Ávila. En el último animal realizaron el punto bueno del apiñadero, cuatro y tres puntos. Si marcaban en la última atajada ya eran los campeones. Finalmente no fallaron, marcaron dos puntos buenos y ya eran los campeones, antes que los Ortega corrieran sus dos últimas colleras. Los jinetes andinos, que corrían juntos por séptima vez consecutiva una final, nuevamente se quedaron sin el título a pesar de que eran los grandes favoritos, compitiendo con tres colleras juntos y además el Loco Ortega tenía una cuarta collera junto a Mauricio Villarroel.
| Cuarto Animal 2011 | Cuarto Animal 2011                     | Cuarto Animal 2011                 | Cuarto Animal 2011 | Cuarto Animal 2011 |
| ------------------ | -------------------------------------- | ---------------------------------- | ------------------ | ------------------ |
| Lugar              | Jinetes                                | Caballos                           | Asociación         | Puntaje            |
| 1º                 | Germán Varela y Pedro Pablo Vergara    | "Fogoso" y "Puntilla"              | O'Higgins          | 35                 |
| 2º                 | David Huerta y Alfonso Ávila           | "Rescoldo" y "Pehuén"              | Cautín             | 30                 |
| 3º                 | Juan Carlos Loaiza y Eduardo Tamayo    | "Fantástico" y "Galanteo"          | Valdivia           | 28                 |
| 4º                 | Juan Alberto Mundaca y Alfonso Navarro | "Chompiraz" y "Meno"               | Valdivia           | 26                 |
| 5º                 | Sebastián Walker y Sergio Labbé        | "Vivo el Ojo" y "Poncho al Viento" | Valdivia           | 24                 |
| 6º                 | José Luis Ortega y Jorge Ortega        | "Chicharrón" y "Cómo Voy"          | Los Andes          | 24                 |
| 7º                 | José Luis Ortega y Jorge Ortega        | "Lonco" e "Incauto"                | Los Andes          | 23                 |

### Serie Criadores
- 1° Lugar: Criadero El Trapiche, Jorge Ortega y José Luis Ortega (Asociación Los Andes) en "Lonco" e "Incauto" con 31 puntos.
- 2° Lugar: Criadero Amancay, Mario Tamayo y Diego Tamayo (O'Higgins) en "Encachao" y "Diajuera" con 27+7.
- 3° Lugar: Criadero Neápolis, Eduardo Salas y Mariano Torres (Linares) en "Modesto" y "Magnate" con 27+7.

### Serie Caballos
- 1º Lugar: Francisco Ramos y José Miguel Almendras (Bío Bío) en "Bajativo" y "El Mapuche" con 34.
- 2º Lugar: Rodrigo Willer y Raúl Willer (Osorno) en "Requisito" y "Vilkinazo" con 25.
- 3º Lugar: Jesús Pons y Guillermo Barra (Curicó) en "Bucanero" y "Tan Solo" con 24.

### Serie Yeguas
- 1º Lugar: Raúl Arraño y Cristian Arraño (Melipilla) en "Semillera" y "Mariposa" con 39.
- 2º Lugar: Criadero Palmas de Peñaflor, Alfredo Moreno y Luis Alberto Yáñez (Talca) en "Escalada" y "Elogiada" con 38.
- 3º Lugar: Criadero Panguilemo, Pedro Salazar y Gastón Salazar (Talca) en "La Huérfana de Panguilemo" y "Presumida" con 29.

### Serie Potros
- 1º Lugar: José Luis Ortega y Jorge Ortega (Los Andes) en "Chicharrón" y "Como Voy" con 35.
- 2º Lugar: Pablo Aninat y Pedro Juan Espinoza (Valparaíso) en "Estrellero" y "Estafado" con 25.
- 3º Lugar: Ricardo González y Felipe González (Litoral Central) en "Zorzalero" y "Bacán" con 25.

### Serie Mixta
- 1º Lugar: Criadero Puyehue-Ñilque, Rodrigo Willer y Mario Matzner (Osorno) en "Huracán" y "Hornero" con 24.
- 2º Lugar: Leonardo García y José Miguel Sáez (Cautín) en "Estampa" y "Tintineo" con 23.
- 3º Lugar: Pedro Pablo Vergara y Germán Varela (O'Higgins) en "Puntilla" y "Fogoso" con 23.

### Primera Serie Libre A
- 1º Lugar: Criadero El Cisne, Emiliano Ruiz y Felipe Garcés (Santiago Oriente y Bío Bío) en "Dominante" y "Desquite" con 31.
- 2º Lugar: Paulo Reyes y Juan Pablo Espinosa (Curicó) en "Compromiso" y "Rotundo" con 30.
- 3º Lugar: Criadero Vista Volcán, Sebastián Walker y Sergio Tobías Labbé (Valdivia) en "Vivo el Ojo" y "Poncho al Viento" con 30.
- 4º Lugar: Criadero Santa Isabel, Eduardo Tamayo y Álvaro Tamayo (Valdivia) en "Camorrero" y "Nudo Ciego" con 29.
- 5º Lugar: Jaime Poblete y Fernando Atavales (Melipilla) en "Quintil" y "Prefecto" con 28.

### Primera Serie Libre B
- 1º Lugar: José de la Jara y Juan Urrutia (Santiago Sur) en "Aguerrido" y "Arremángamelo" con 30.
- 2º Lugar: Criadero Santa Bárbara, Alfonso Navarro y Juan Mondaca (Valdivia) en "Memo" y "Chómpiraz" con 29.
- 3º Lugar: Camilo Padilla y Ricardo Bustamante (Talca) en "Regalía" y "Bochinchero" con 28.
- 4º Lugar: Juan Yáñez y Alejandro Osorio (El Libertador) en "Manzanilla" y "Porvenir" con 28.
- 5º Lugar: Cristóbal Cortina y Víctor Vergara (Cordillera) en "Cumpa" y Tío Pedro" con 28.
- 6° Lugar: Vittorio Cavalieri y Juan Delgado (Santiago) en "Changa" y "Almendra" con 25.

### Segunda Serie Libre A
- 1º Lugar: David Huerta y Alfonso Ávila (Cautín) en "Rescoldo" y "Pehuén" con 34.
- 2º Lugar: Néstor Romero y Gustavo Cornejo (Cordillera) en "Payaso" y "Cancillera" con 30.
- 3º Lugar: Arturo Fehring y Bruno Rehbein (Llanquihue y Palena) en "Pichicha" y "Atrevida" con 29.
- 4º Lugar: Nicolás Fossatti y Felipe Undurraga (Santiago Sur) en "Taimao" y "Aguacero" con 23.

### Segunda Serie Libre B
- 1º Lugar: José Manuel Toledo y Manuel Muñoz (Linares) en "Calamaco" y "Mamarracho" con 31+9.
- 2º Lugar: Carlos Schwalm y Gonzalo Schwalm (Osorno) en "Escalón" y "Rosalía" con 31+5.
- 3º Lugar: Criadero Santa Isabel, Eduardo Tamayo y Juan Carlos Loaiza (Valdivia) en "Fantástico" y "Galanteo" con 29.
- 4º Lugar: Mauricio Villarroel y José Luis Ortega (Los Andes) en "Esquineado" y "Cogollo" con 28+4.

### Movimiento de la rienda femenino
La final del Movimiento de la rienda de mujeres se disputó durante el mediodía del domingo 3 de abril de 2011 y fue jurada por Oscar Bustamante, Daniel Rey y Pedro Pablo Vergara. La amazona campeona fue nuevamente Romané Soto, quien montó a "Flajelo" totalizando 46 puntos (2 en morfología, 4 en andares, 8 en entrada de patas y parar, 7 en la troya, 7 en el ocho, 7 en el volapié, 6 en las vueltas sobre parado y 5 en retroceder).
- Campeón: Romané Soto (Colchagua) en "Flajelo", con 46 puntos.
- Segundo campeón: Paula Sáez (Ñuble) en "Vengadora", con 43.
- Tercer campeón: Romané Soto (Colchagua) en "Farrero", con 42.

### Movimiento de la rienda masculino
Momentos antes de la Serie de Campeones del Campeonato Nacional se disputó la final del Movimiento de la rienda, que fue ganada por segunda vez por Luis Gerardo Soto en "Cueca Galla" totalizando 61 puntos (3 en morfología, 8 en andares, 9 en entrada de patas y parar, 8 en la troya, 6 en el ocho, 8 en el volapié, 9 en lss vueltas sobre parado, 5 en montar y desmontar y 5 en retroceder).
- Campeón: Luis Gererdo Soto (Cautín) en "Cueca Galla" con 61 puntos.[5]
- Segundo campeón: Alfonso Navarro (Valdivia) en "Año Nuevo" con 54.
- Tercer campeón: Ricardo González (Litoral Central) en "Distinguido" con 52.

## Clasificatorios
Las colleras que durante la temporada hicieron 15 o más puntos y ganaron a lo menos un rodeo, disputaron su cupo en los distintos rodeos clasificatorios para el Campeonato Nacional de Rodeo de 2011. Los clasificatorios de la zona centro-sur se disputaron en Valdivia y en Temuco, mientras que los de la zona centro-norte se realizaron en Curicó y en Los Andes. Los campeones de cada rodeo clasificatorio (en negrita), clasificaron en forma automática para la Serie de Campeones de Rancagua.

### Clasificatorio de Valdivia
El primer rodeo clasificatorio de la Zona Centro-Sur se disputó en la Medialuna del Parque Saval de Valdivia los días 25, 26 y 27 de febrero de 2011. La Serie de Campeones fue ganada por Iñaki Gazmuri y Felipe Cruz en los lomos de "Huracán" y "Gatito" con 34 puntos buenos, clasificando directamente para la Serie de Campeones del Campeonato Nacional de Rancagua.
- 1° Lugar: Iñaki Gazmuri y Felipe Cruz (Bío Bío) en "Huracán" y "Gatito" con 35 puntos.
- 2° Lugar: Criadero El Cisne, Emiliano Ruiz y Felipe Garcés (Santiago Oriente y Bío Bío) en "Dominante" y "Desquite" con 34.
- 3° Lugar: Criadero Agua de los Campos y Maquena, Rufino Hernández y José Astaburuaga (Bío Bío) en "Mano Larga" y "Pellejuda" con 33.

### Clasificatorio de Curicó
El Rodeo de Curicó fue el primer clasificatorio para la Zona Centro-Norte. Se disputó los días 4, 5 y 6 de marzo de 2011 en la Medialuna de Curicó y la final fue ganada por Jaime Poblete y Fernando Atavales en "Ricachona" y "Bochinchera" con 35 puntos buenos.
- 1° Lugar: Jaime Poblete y Fernando Atavales (Melipilla) en "Ricachona" y "Bochinchera" con 35 puntos.
- 2° Lugar: José Luis y Jorge Ortega (Los Andes) en "Chicharrón" y "Cómo Voy" con 33.
- 3° Lugar: Néstor Romero y Gustavo Cornejo (Cordillera) en "Recontento" y "Soñador" con 30.

### Clasificatorio de Temuco
El Segundo Rodeo Clasificatorio de la Zona Centro-Sur se disputó los días 11, 12 y 13 de marzo de 2011 en la ciudad de Temuco. Fue ganado por los jinetes representantes del Criadero El Cisne, Rodrigo Ananías y Felipe Garcés en "Hilandera" y "Murga" con 30 puntos.
- 1° Lugar: Criadero El Cisne, Rodrigo Ananías y Felipe Garcés (Bío Bío) en "Hilandera" y "Murga" con 30 puntos.
- 2° Lugar: Gustavo Valdebenito y José Armando León (Malleco) en "Ronaldo" y "Rosquera" con 28 puntos.
- 3° Lugar: Francisco Ramos y José Miguel Almendras (Bío Bío) en "Bajativo" y "El Mapuche" con 26 puntos.

### Clasificatorio de Los Andes
José Luis y Jorge Ortega fueron los campeones por segundo año consecutivo del Segundo Rodeo Clasificatorio de la Zona Centro-Norte disputado los días 18, 19 y 20 de marzo de 2011 en la Medialuna la Parque Cordillera de Los Andes. Montaron a "Ahijado" y "Floro" y realizaron un total de 29 puntos buenos.
- 1° Lugar: Criadero El Trapiche, José Luis Ortega y Jorge Ortega (Los Andes) en "Ahijado" y "Floro" con 29 puntos.
- 2° Lugar: Juan Pablo Yáñez y Alejandro Osorio (El Libertador) en "Manzanilla" y "Porvenir" con 26.
- 3° Lugar: José de la Jara y Juan Urrutia (Santiago Sur) en "Aguerrido" y "Arremángamelo" con 25 (+4).

## Cuadro de honor temporada 2010-2011

### Jinetes
- 1° Pedro Pablo Vergara (Asociación O'Higgins, Club Doñihue) 354 puntos.
- 2° Germán Varela (Asociación O'Higgins, Club Doñihue), 299 puntos.
- 3° Eduardo Tamayo (Asociación Valdivia, Club Futrono), 239 puntos.
- 4° David Huerta (Asociación Cautín, Club Gorbea), 232 puntos.
- 5° José Luis Ortega (Asociación Los Andes, Club San Esteban), 210 puntos.
- 6° Alfonso Ávila (Asociación Cautín, Club Gorbea), 165 puntos.
- 7° Jorge Ortega (Asociación Los Andes, Club San Esteban), 161 puntos.
- 8° Juan Mundaca (Asociación Valdivia, Club La Unión), 136 puntos.
- 9° Alfonso Navarro (Asociación Valdivia, Club La Unión), 88 puntos.
- 10° Juan Carlos Loaiza (Asociación Valdivia, Club Futrono), 65 puntos.

### Caballos
- 1° Santa Isabel Fogoso ("Río Negro"-"Barricada"), propiedad de Germán Varela, 370 puntos.
- 2° El Ideal Pehuen ("Piropero"-"Enmienda"), propiedad de Criadero Doña Alba, 297 puntos.
- 3° El Trapiche T Lonco ("Cadejo"-"Lonja"), propiedad de Criadero El Trapiche, 287 puntos.
- 4° Agua de los Campos Bajativo ("Canteado"-"Pinturita"), propiedad de Ramón Barros, 234 puntos.
- 5° El Trapiche T Incauto ("Misterio"-"Incaica"), propiedad de Criadero El Trapiche T, 168 puntos.
- 6° Cerro Huacho Tío Pedro ("Estero"-"Peleca"), propiedad de Roberto García, 157 puntos.
- 7° Los Hualles Cumpa ("Amigo Mío"-"Cumparcita"), propiedad de Roberto García, 138 puntos.
- 8° Las Toscas Aguerrido ("Piñero"-"Piropera"), propiedad de José Antonio Urrutia, 103 puntos.
- 9° El Trapiche Floro ("Campo Bueno II"-"Farra"), propiedad del Criadero El Trapiche T, 77 puntos.
- 10° Manquicuel El Mapuche ("El Taita"-"Tranquilla"), propiedad de Ramón Ramos, 55 puntos.

### Yeguas
- 1° Piguchén Puntilla ("Escándalo"-"Deidamia"), propiedad de Germán Varela, 369 puntos.
- 2° Panguilemo Presumida ("Maizal"-"Firmeza II"), propiedad de Criadero Panguilemo, 315 puntos.
- 3° El Ideal Estampa ("Escarabajo"-"Rastra"), propiedad El Ideal, 259 puntos.
- 4° El Levante Mariposa ("Marihuanero"-"Confianzuda"), propiedad de Raúl Arraño, 241 puntos.
- 5° Panguilemo Huerfanita de Panguilemo ("Estallido"-"Firmeza II"), propiedad Criadero Panguilemo, 198 puntos.
- 6° Tricahue Semillera ("Fiador"-"Burlona"), propiedad de Raúl Arraño, 164 puntos.
- 7° Los Fresnos Rosalía II ("Rosauro"-"Rosalía"), propiedad de Carlos Schwalm, 141 puntos.
- 8° Santa Andreíta Ricachona ("Naipe"-"Linda Piara"), propiedad de Jaime Poblete, 126 puntos.
- 9° El Eco Atrevida ("Tranquero"-"Llorona"), propiedad de Juan Rehbein, 69 puntos.
- 10° Pedehue Manzanilla ("Castizo"-"Margarita"), propiedad de Juan Pablo Yáñez, 42 puntos.

### Potros
- 1° Santa Isabel Fantástico ("Escorpión"-"Cachita"), propiedad del Criadero Santa Isabel, 361 puntos.
- 2° Villamar de Tregualemu Rescoldo ("Plebiscito"-"Sosegada"), propiedad del Criadero Doña Alba, 318 puntos.
- 3° Santa Bárbara Chompiraz ("Indulgente"-"Solitaria"), propiedad del Criadero Santa Bárbara, 277 puntos.
- 4° Vista Volcán Poncho al Viento ("Remehue"-"Vizcacha"), propiedad del Criadero Vista Volcán, 255 puntos.
- 5° Las Callanas Chicharrón ("Jalisco"-"Primavera"), propiedad Arturo Correa Sotta, 206 puntos.
- 6° Santa Bárbara Memo ("Recoveco"-"Resaca"), propiedad del Criadero Santa Bárbara, 161 puntos.
- 7° San Matías Taimao ("Campo Bueno II"-"Tertulia"), propiedad de Agustín Fossatti V., 119 puntos.
- 8° Vista Volcán Vivo el Ojo ("Venenoso"-"Dormilona"), propiedad del Criadero Vista Volcán, 84 puntos.
- 9° La Taquilla Como Voy ("Centinela"-"Morenita"), propiedad de Arturo Correa Sotta, 75 puntos.
- 10° Piguchén Nudo Ciego ("Capuchino"-"Jacinta"), propiedad de Agustín Edwards Eastman, 67 puntos.